# Mustela erminea semplei
Mustela erminea semplei es una subespecie de  mamíferos carnívoros  de la familia Mustelidae subfamilia Mustelinae.

## Distribución geográfica
Se encuentran en Norteamérica: la Bahía de Hudson.